# Alan Rocha
Alan Rocha (Rio de Janeiro, 26 de agosto de 1980) é um ator, músico, cantor, cavaquinista, compositor, produtor musical e arranjador brasileiro.

## Biografia
Nascido no subúrbio do Rio de Janeiro no bairro da Vila da Penha, Alan Rocha começou na vida artística aos 17 anos. Com a chegada dos pagodes que agitavam as rádios na década de 90, o menino se interessou pelo som do cavaquinho e logo iniciou o curso no CEI em Quintino. Depois estudou na Escola de Musica Vila Lobos,  na escola Portatil de Música e no meio disso se formou em Licenciatura em Música pela UFRJ. Através da música foi entrando aos poucos no universo teatral, mas foi no musical Besouro Cordão de Ouro com o aval do Diretor João das Neves que teve a 1a oportunidade espaço para atuar substituindo um dos atores. A partir daí todos em todos os musicais que atuou tinha como companheiro o seu parceiro,o cavaquinho.

## Filmografia

### Televisão
| Ano  | Título                     | Personagem        | Nota |
| ---- | -------------------------- | ----------------- | ---- |
| 2023 | Amor Perfeito              | Antônio Madureira |      |
| 2021 | Nos Tempos do Imperador    | Baltazar          |      |
| 2017 | Malhação: Viva a Diferença | Palito            |      |

### Cinema
| Ano  | Título                             | Papel        | Nota(s)               |
| ---- | ---------------------------------- | ------------ | --------------------- |
| 2025 | Um Lobo Entre os Cisnes            | Júlio        |                       |
| 2025 | Vitória                            | Fábio Gusmão |                       |
| 2024 | Ainda Estou Aqui                   | Repórter     |                       |
| 2024 | Luccas e Gi em: Dinossauros        | Pereira      |                       |
| 2023 | Mussum, o Filmis                   | Rubão        |                       |
| 2022 | Os Suburbanos - O Filme            | Feio         |                       |
| 2021 | A Revolta dos Malês                | Domingos     |                       |
| 2020 | No Gogó do Paulinho                | Honório      | Participação especial |
| 2020 | M8 - Quando a Morte Socorre a Vida | Sinvaldo     |                       |
| 2019 | Doutor Gama                        | Francisco    |                       |

## Teatro
- MARTINHO CORAÇÃO DE REI - O MUSICAL (2024) Direção Miguel Falabella. Personagem Martinho, Griot e Jamelão.
- A COR PÚRPURA – O MUSICAL (2019) Direção Tadeu Aguiar. Personagem Harpo (Indicações – Shell, APCA, Cesgranrio, B.C)
- BEM SERTANEJO – (2017/19) Texto e Direção Gustavo Gasparani. Com Michel Teló e grande elenco.
- BENJA – Bienal de Circo de Marseille - França(2017) - Mostra Fil – 2015-16 Dir. Karen Acioly
- GILBERTO GIL - AQUELE ABRAÇO – (2016) Direção Gustavo Gasparani.
- SAMBRA - 100 ANOS DE SAMBA - (2015) Direção Gustavo Gasparani. Com Diogo Nogueira e grande elenco
- Samba Futebol Clube - (2014) de Gustavo Gasparani  Prêmio shell. (elenco e música)  APTR. (autor e espetáculo) Cesgranrio. (Dir. e coreo.)
- Forrobodó - (julho 2013) Dir. André Paes Leme –  Com Flávio Bauraqui, Érico Brás, Juliana Alves e grande elenco
- Ary Barroso do Princípio ao Fim (2013) - Texto e Direção Diogo Vilela Supervisão Cênica – Amir Adad
- Besouro Cordão de Ouro (2006 a 2012): texto de Paulo César Pinheiro – Direção: João das Neves - Direção Musical: Luciana Rabello. Prêmios: Shell de Música 2007
- É Samba na Veia, é Candeia (2008/2009): texto de Eduardo Rieche – Dir.: André Paes Leme – Dir. Mus.: Fábio Nin Prêmios: Shell de Música, Melhor espetáculo JB.
- Bakulo - Os Bem Lembrados (cia dos Comuns) Dir. Marcio Meirelles Dir Mus. Jarbas Bittencourt Coreografia: Zebrinha Função: Musico e Ass. de Dir. Musical

## Prêmios e Indicações
| Ano  | Prêmio                            | Caterigoria                               | Trabalho Indicado              | Resultado |
| ---- | --------------------------------- | ----------------------------------------- | ------------------------------ | --------- |
| 2022 | Paris Shorts Films Awards         | Melhor Ator coadjuvante                   | Baile de Máscaras              | Venceu    |
| 2021 | Prêmio Bibi Ferreira              | Melhor Ator coadjuvante                   | A Cor Púrpura                  | Indicado  |
| 2021 | Prêmio Cenym                      | Melhor Ator coadjuvante                   | A Cor Púrpura                  | Indicado  |
| 2020 | APTR                              | Melhor Ator coadjuvante                   | A Cor Púrpura                  | Venceu    |
| 2020 | Cesgranrio de Teatro              | Melhor Ator                               | A Cor Púrpura                  | Indicado  |
| 2020 | Los Angeles Music Video - LAMV    | Best Voice, Best Instrumental e Best Song | Alumiou                        | Venceu    |
| 2020 | Botequim Cultural                 | Melhor Ator Coadjuvante                   | A Cor Púrpura                  | Venceu    |
| 2015 | Shell                             | Melhor Elenco                             | Samba Futebol Clube            | Venceu    |
| 2015 | Reverência                        | Melhor Elenco                             | Samba Futebol Clube            | Venceu    |
| 2015 | Cesgranrio de Teatro              | Melhor Elenco                             | Samba Futebol Clube            | Indicado  |
| 2011 | Da Musica Brasileira (Prêmio Tim) | Melhor Grupo de Canção Popular            | Orquestra Popular Céu na Terra | Venceu    |

## Obras
- Me Vacinei
- Senhora dos Encantos
- Minha Alegria
- Vermelha Carapuça
- Amor Impar
- Vem de Deus
- Meio Marra Meio Simpatia
- Sede de Você
- Me deixe entrar (c/ Alceu Maia)
- Bom Cativeiro
- Herança Brasileira
- Negras Pedras (c/ Dudu Lacerda)
- Bom Cativeiro
- Mar de lágrimas (c/ Maurício Tizumba)
- Nas voltas que o mundo dá (c/ Victor Lobisomem)